# Episodi di Tutor Hitman Reborn! (quarta stagione)
Questa lista comprende la quarta stagione della serie anime Tutor Hitman Reborn! di Artland, diretto da Kenichi Imaizumi e tratto dall'omonimo manga di Akira Amano. In Italia gli episodi della stagione vengono pubblicati su Prime Video dal 5 febbraio 2024.

## Lista episodi
| Nº  | Titolo italiano Giapponese 「Kanji」 - Rōmaji | In onda           | In onda          |
| Nº  | Titolo italiano Giapponese 「Kanji」 - Rōmaji | Giapponese        | Italiano         |
| 74  | Il mondo 10 anni dopo 「十年後の世界」 - Jūnen-go no Sekai | 15 marzo 2008     | 5 febbraio 2024  |
| 74  | Reborn viene colpito dal bazooka dei dieci anni di Lambo e mandato nel futuro, ma al suo posto non arriva nessuno. Così Tsuna prova a fare apparire Lambo adulto, ma viene colpito e mandato nel futuro.                                           |                   |                  |
| 75  | Base segreta 「アジト」 - Ajito | 15 marzo 2008     | 8 febbraio 2024  |
| 75  | Tsuna e Gokudera si avventurano nella foresta con Lal Mirch. Quando vengono scoperti da un robot Mosca a salvarli arriva però Yamamoto. |                   |                  |
| 76  | Alla ricerca dei guardiani 「守護者探し」 - Shugosha Sagashi | 29 marzo 2008     | 12 febbraio 2024 |
| 76  | Tsuna, Gokudera e Yamamoto escono dal nascondiglio per andare a cercare Hibari, ma incontrano Lambo e I-pin insieme a Kyoko e Haru che sono stati attaccati da due membri della famiglia Millefiore.                                               |                   |                  |
| 77  | Fiamme della determinazione 「覚悟の炎」 - Kakugo no Honō | 5 aprile 2008     | 15 febbraio 2024 |
| 77  | Gokudera riesce ad usare il suo anello e aprendo il box trova un'arma che si rivela essere un cannone. Intanto Tsuna deve proteggere Kyoko e affrontare l'altro membro dei Millefiore.                                                             |                   |                  |
| 78  | Indizi verso il passato 「過去への手がかり」 - Kako e no Tegakari | 13 aprile 2008    | 19 febbraio 2024 |
| 78  | Mentre recupera dalle ferite Tsuna viene a sapere da Gokudera che per tornare nel passato devono sconfiggere Byakuran e uccidere Irie Shoichi. |                   |                  |
| 79  | La prima prova 「最初の試練」 - Saisho no Shiren | 19 aprile 2008    | 22 febbraio 2024 |
| 79  | Lal Mirch spiega a Tsuna, Gokudera e Yamamoto come usare gli anelli e le box. Intanto Kyoko ripensa a quello che è successo e a quello che le ha detto Reborn.                                                                                     |                   |                  |
| 80  | Disarmonia 「不協和音」 - Fukyō Waon | 26 aprile 2008    | 26 febbraio 2024 |
| 80  | Dopo aver ricevuto il segnale di sos da parte di Hibari, Haru dice che Kyoko se n'è andata dal rifugio. Così Tsuna e Lal Mirch partono per cercarla, mentre Yamamoto e Gokudera vanno a cercare Hibari.                                            |                   |                  |
| 81  | Combination 「コンビネーション」 - Konbinēshon | 3 maggio 2008     | 29 febbraio 2024 |
| 81  | Tsuna e Lal Mirch trovano Kyoko in casa di Hana. Durante il combattimento con Gamma, Gokudera viene salvato da Yamamoto, così i due mettono da parte le divergenze e lo affrontano insieme.                                                        |                   |                  |
| 82  | Il guardiano più forte 「最強の守護者」 - Saikyō no Shugosha | 10 maggio 2008    | 4 marzo 2024     |
| 82  | Quando Gamma sta per dare il colpo di grazia a Gokudera, Hibari arriva e lo salva. Utilizza così la sua box contenente un porcospino per combattere contro Gamma.                                                                                  |                   |                  |
| 83  | Informazioni divulgate 「もたらされた情報」 - Motarasareta Jōhō | 17 maggio 2008    | 7 marzo 2024     |
| 83  | Dopo aver sconfitto Gamma, Hibari mostra a Tsuna l'entrata per la sua base segreta connessa con quella dei Vongola. Una volta arrivati alla base, Bianchi e Fuuta arrivano per dare nuove informazioni sulla famiglia Millefiore.                  |                   |                  |
| 84  | La lunga strada per casa 「遠すぎる家路」 - Tōsugiru Ieji | 24 maggio 2008    | 11 marzo 2024    |
| 84  | Quando I-pin si ammala, Haru decide di uscire dalla base per portarla dal dottore. Bianchi scopre da Kyoko quello che è successo e va a cercarle.                                                                                                  |                   |                  |
| 85  | Dov'è la base ? 「アジトはどこだ?」 - Ajito wa Doko da ? | 31 maggio 2008    | 14 marzo 2024    |
| 85  | Lambo riesce ad uscire dal nascondiglio approfittando dell'uscita di Fuuta per andare ad aggiustare una telecamera. Un uomo dei Millefiore però lo nota e riesce a catturarlo.                                                                     |                   |                  |
| 86  | L'insegnante più terrificante 「最恐の家庭教師」 - Saikyō no Katei Kyōshi | 7 giugno 2008     | 18 marzo 2024    |
| 86  | Tsuna inizia ad allenarsi con Hibari. Durante l'allenamento viene intrappolato dal porcospino della sua box, Hibari gli rivela che se non riuscirà ad uscire morirà per mancanza di ossigeno.                                                      |                   |                  |
| 87  | Successione 「継承」 - Keishō | 14 giugno 2008    | 21 marzo 2024    |
| 87  | Mentre Yamamoto e Gokudera iniziano ad allenarsi, Tsuna all'interno della trappola ha una visione dei precedenti boss dei Vongola e di tutte le cattive azioni che hanno commesso.                                                                 |                   |                  |
| 88  | 7³ 「トゥリニセッテ」 - 7³ (Turi ni Sette) | 21 giugno 2008    | 25 marzo 2024    |
| 88  | Hibari decide di combattere con Tsuna quando avrà finito di allenarsi. Subito dopo spiega a tutti quello che ha scoperto sulle box. |                   |                  |
| 89  | Pianoforte di tristezza 「悲しみのピアノ」 - Kanashimi no Piano | 28 giugno 2008    | 28 marzo 2024    |
| 89  | Dopo aver terminato i rispettivi allenamenti, Tsuna nota che Gokudera si comporta in modo strano. Così Reborn spiega a lui e Yamamoto la storia della sua famiglia.                                                                                |                   |                  |
| 90  | Gufo di Pioggia 「雨フクロウ」 - Ame Fukurou (Gūfo di Piojja) | 5 luglio 2008     | 1 aprile 2024    |
| 90  | Glo Xinia attacca immediatamente Chrome, che è in uno stato di panico e confusa per essere stata trasportata avanti di dieci anni. |                   |                  |
| 91  | Ciò in cui credi 「信じるもの」 - Shinjiru Mono | 12 luglio 2008    | 4 aprile 2024    |
| 91  | Mukuro spiega a Chrome che è lei che deve combattere. Così grazie al potere dell'anello dei Vongola, Chrome riesce a creare delle illusioni più efficaci.                                                                                          |                   |                  |
| 92  | La scelta è tua 「委ねられた選択」 - Yudanerareta Sentaku | 19 luglio 2008    | 8 aprile 2024    |
| 92  | Ryohei porta Chrome al rifugio dei Vongola e spiega che i membri della famiglia, insieme ai Varia e alle famiglie alleate hanno pianificato di attaccare la base dei Millefiore tra cinque giorni.                                                 |                   |                  |
| 93  | Emergenza livello D 「緊急警戒レベルD」 - Kinkyū Keikai Reberu D | 26 luglio 2008    | 11 aprile 2024   |
| 93  | A causa del Fenomeno Dellinger, il sole ha interferito con i segnali causando problemi in tutto il mondo. A causa di questo, le difese della base dei Vongola smettono di funzionare.                                                              |                   |                  |
| 94  | Identità rivelata 「暴かれた正体」 - Abakareta Shōtai | 2 agosto 2008     | 15 aprile 2024   |
| 94  | Tsuna, Yamamoto e Gokudera continuano ad essere in difficoltà con gli allenamenti, Tsuna riflette così sulla decisione che deve prendere. Intanto Byakuran rivela a Leonardo Lippi di aver scoperto la sua vera identità.                          |                   |                  |
| 95  | Decisione 「決断」 - Ketsudan | 9 agosto 2008     | 18 aprile 2024   |
| 95  | Le condizioni di Chrome si stabilizzano dopo che Hibari le dice che può usare il suo anello per creare gli organi. Intanto Reborn dice a Lal Mirch che sa tutto sulle sue condizioni.                                                              |                   |                  |
| 96  | X-Burner 「X(イクス)バーナー」 - Ikusu Bānā | 23 agosto 2008    | 22 aprile 2024   |
| 96  | Mentre si allena Hibari fa notare a Tsuna che non sta usando tutte le sue armi. Mentre si scusa con Lambo e Haru, Tsuna capisce quello che intendeva Hibari, così va a provare una nuova mossa.                                                    |                   |                  |
| 97  | Il grande inseguimento 「大追跡」 - Daitsuiseki | 30 agosto 2008    | 25 aprile 2024   |
| 97  | Il gatto del box di Gokudera scappa, così si mette ad inseguirlo. Mentre lo insegue Gokudera ripensa a tutto quello che è successo da quando lui e Tsuna sono stati portati nel futuro.                                                            |                   |                  |
| 98  | Dichiarazione 「宣言」 - Sengen | 6 settembre 2008  | 29 aprile 2024   |
| 98  | Irie chiama Byakuran, che gli dice di aver sconfitto Mukuro e di aver interrotto l'invio di dati verso i Vongola. Inoltre gli spiega che secondo lui i Vongola stanno preparando un attacco verso la loro base in Giappone.                        |                   |                  |
| 99  | L'ultima prova 「最終試練」 - Saishū Shiren | 13 settembre 2008 | 2 maggio 2024    |
| 99  | Tutti si avviano verso la conclusione dei loro allenamenti: Yamamoto guarda i DVD dei combattimenti di Squalo, Tsuna si allena con Hibari per perfezionare la sua nuova mossa e Gokudera si allena ad usare le box.                                |                   |                  |
| 100 | La notte prima dell'assalto 「突入前夜」 - Totsunyū Zenya | 20 settembre 2008 | 6 maggio 2024    |
| 100 | Yamamoto e Gokudera hanno terminato i loro allenamenti. Intanto Tsuna cerca il portafortuna che le ha dato Kyoko, dopo averlo perso. |                   |                  |
| 101 | Attacco notturno 「夜襲」 - Yashū | 27 settembre 2008 | 9 maggio 2024    |
| 101 | Tsuna e gli altri si preparano per l'assalto alla base dei Millefiore. Reborn e Giannini gli hanno dato delle catene di Mammon per gli anelli, dei vestiti resistenti alla fiamma dell'ultimo desiderio e delle cuffie per comunicare tra di loro. |                   |                  |